# Dones per l’Autoconeixement i l’Anticoncepció
Dones per l'Autoconeixement i l'Anticoncepció (DAIA) va ser un grup de dones de Barcelona que durant la transició democràtica van lluitar per aconseguir el dret a la planificació familiar per a totes les dones, com a part de la reivindicació del dret al propi cos. DAIA també qüestionava el model sexual andorcèntric i promovia la capacitat de dedició de les dones en front de la medicina i ginecologia patriarcal.
La seva tasca va consistir principalment a informar sobre el cos de les dones, com a productor i receptor de benestar, plaer, malaltia i insatisfacció, i sobre mètodes anticonceptius, inclòs l'avortament, quan estaven prohibits a Espanya. També creaven xarxes de suport i ajuda mútua, informaven sobre clíniques on poder avortar fora d'Espanya, i apostaven pels centres de planificació familiar independents de les institucions.
Entre les tasques de divulgació, van impartir xerrades sobre la llibertat sexual i els anticonceptius, cursos per a capacitar altres dones per a fer xerrades als barris, i formació per a consultores que treballaven als centres de planificació familiar. El grup també va publicar articles a la revista Dones en Lluita, on difonien els seus coneixements, plantejaven els principis de la planificació familiar des d'una perspectiva feminista, explicaven les seves activitats i valoraven els avenços de les seves reivindicacions.

## Aprenentatge
DAIA va sorgir el 1976 a partir del grup de planificació familiar de l'Associació de Dones Universitàries, després de vuit anys de la seva dissolució. Va agrupar dones professionals de la salut o amb experiència i autoformació sobre la salut sexual i reproductiva i el control de la natalitat. Entre les seves membres, hi havia militants del PSUC, d'altres organitzacions feministes o del teixit associatiu de la ciutat.
L'aprenentatge sobre Planificació Familiar de DAIA va ser quasi autodidacte, ja que era un tema que no es donava en els temaris de professions sanitàries. Per això, van decidir buscar ajuda i fou la ginecòloga Assumpció Villatoro qui les va instruir en la matèria. La resta de coneixements els van adquirir de manera autodidacte amb llibres sobre anticoncepció publicats a l'estranger. Entre les obres que van consultar va tenir un paper fonamental l'obra Our Bodies, Ourselves del Col·lectiu de la Salut de les Dones de Boston. El llibre ensenyava a veure el cos amb confiança i sense pors, a més desafiava els mites i ajudava a descobrir zones prohibides i desconegudes. Un dels punts destacats va ser la crítica al vincle entre dona-salut-medicina. En front del poder de la figura del metge es preconitzava l'autoconeixement.
DAIA va començar a desenvolupar una tasca de divulgació sanitària a través de: xerrades educatives, serveis d'assessorament sobre sexualitat i mètodes de contracepció, de la reproducció separada de la maternitat, de la salut sexual i de l'avortament. També van publicar els seus propis fulletons de divulgació dedicats a cada mètode anticonceptiu: Anticoncepción hormonal, Diafragma, Dispositivo intrauterino, Métodos irreversible i Preservativos. Es tractava d'uns treballs curts, però exhaustius, de divulgació contraceptiva i cada número explicava detalladament el mitjà, el seu ús i els seus efectes. I també articles per la revista de la Coordinadora feminista, Dones en lluita. Entre 1977 i 1983 van publicar articles sobre anticoncepció, avortament, relació dona-metge i ressenyes de llibres sobre el tema.

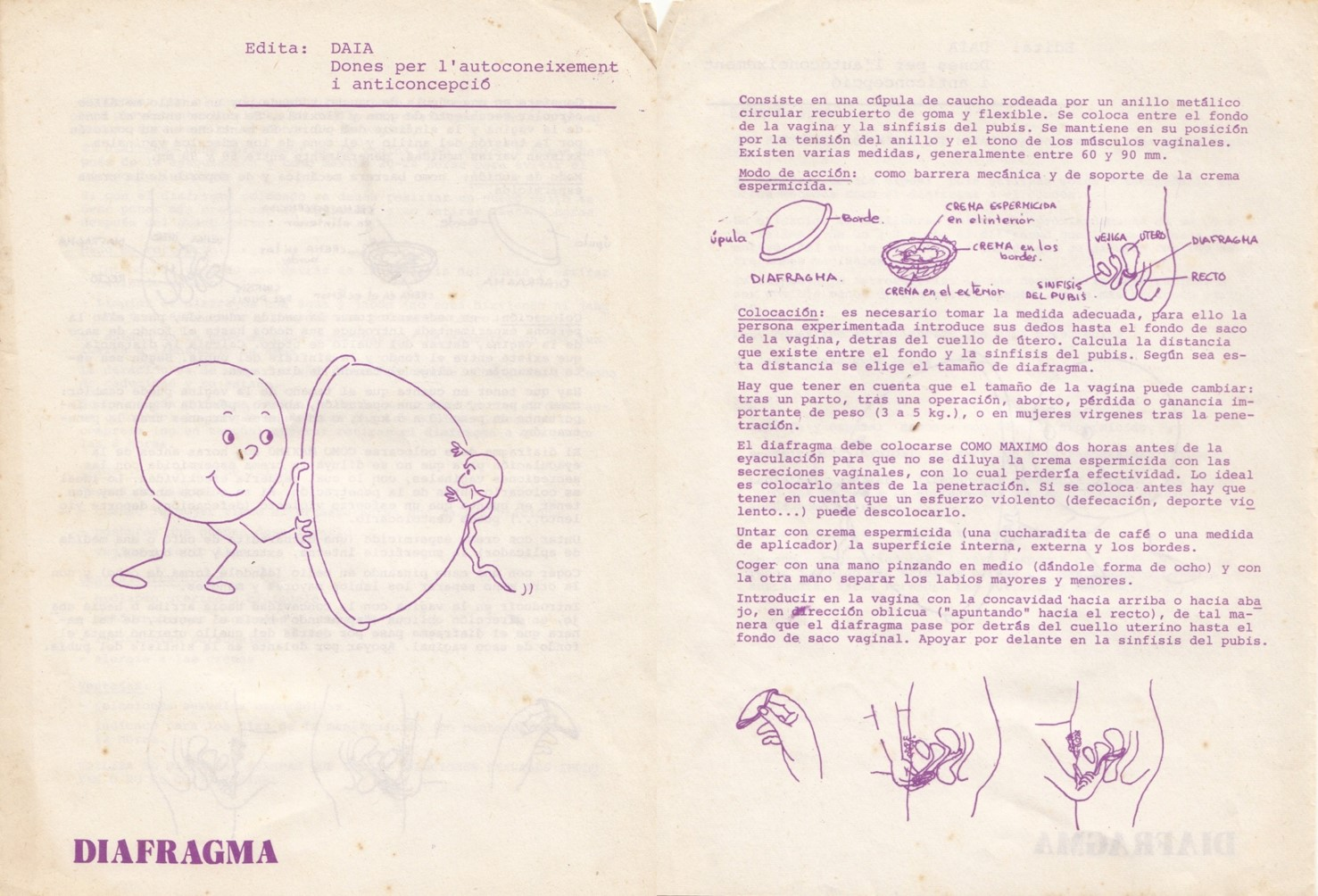
“Diafragma”. Fulletó fet pel grup DAIA per fer formació sobre els mètodes anticonceptius.